# (713) Luscinia
(713) Luscinia ist ein Asteroid des Hauptgürtels, der am 18. April 1911 vom deutschen Astronomen Joseph Helffrich in Heidelberg entdeckt wurde.
Der Asteroid wurde nach der lateinischen Bezeichnung der Singvogelart Nachtigall (Luscinia) benannt.